# 4G
4th generation (4G) is de vierde generatie van mobiele-telecommunicatiestandaarden. Het is de opvolger van de 3G-standaard die in 2010 zijn hoogtepunt bereikte met 3.9G, ook wel 'Pre-4G' genoemd. 3G was het eerste communicatieprotocol waarbij gesproken werd van generaties, iets wat inmiddels gemeengoed is geworden.
De snelheid van 4G is 100 megabit per seconde (Mbit/s) (of 12,5 MB/s) verplaatsend per trein of auto en 1000 Mbit/s (of  125 MB/s) bij wandelen of stilstand. Er was — onder andere vanwege de hoge eisen aan de snelheid — indertijd nog maar één standaard die volgens de Internationale Telecommunicatie-unie (ITU) aan de voorwaarden voldeed om 4G te mogen heten: LTE-Advanced.

## Downloadsnelheid 4G (LTE Advanced) en dekking
| 3GPP Release | User Equipment Category | Maximum L1 datarate Downlink | Maximum number of DL MIMO layers | Maximum L1 datarate Uplink |
| ------------ | ----------------------- | ---------------------------- | -------------------------------- | -------------------------- |
| 3GPP-R10     | Category 6              | 301,5 Mbit/s                 | 2 of 4                           | 51,0 Mbit/s                |
| 3GPP-R10     | Category 7              | 301,5 Mbit/s                 | 2 of 4                           | 102,0 Mbit/s               |
| 3GPP-R10     | Category 8              | 2 998,6 Mbit/s               | 8                                | 1 497,8 Mbit/s             |
| 3GPP-R10     | Category 9              | 452,0 Mbit/s                 | 2 of 4                           | 51,0 Mbit/s                |

Volgens het State of the Mobile Network-rapport van OpenSignal bieden de vier providers allen in Nederland een dekking van meer dan 90%.

## Frequenties
Veelgebruikte frequenties voor 4G zijn in:
| Continent     | Frequenties (MHz)         |
| ------------- | ------------------------- |
| Europa        | 800/900/1800/2600         |
| Amerika       | 700/800/1700AWS/1800/1900 |
| Afrika        | 1800/2100/2300            |
| Azië          | 800/900/1800/2100/2600    |
| Midden-Oosten | 800/1800/2300/2600        |

Voor Nederland zijn deze frequenties in 2012 geveild onder vier telecomaanbieders: KPN, T-Mobile Nederland, Vodafone en Tele2. Voor deze frequentieveiling waren geen eisen gesteld aan een verplichte landelijke dekking. De veiling leverde de Nederlandse staat 3,8 miljard euro aan opbrengsten op.
Voor België zijn frequenties in 2013 geveild onder drie telecomaanbieders: Orange België, Proximus en Telenet. Deze veiling leverde 360 miljoen euro op. De verdeelsleutel voor deze opbrengsten was 80 procent voor het federale niveau en 20 procent voor de regio's. De Belgische veiling is verzorgd door het Belgisch Instituut voor Postdiensten en Telecommunicatie (BIPT).

## LTE-Advanced
(Long Term Evolution Advanced) is een standaard voor mobiele communicatie. De standaard is een uitbreiding van 3GPP Long Term Evolution. De technologie van LTE-Advanced is dezelfde basistechnologie als LTE waardoor LTE-Advanced net als LTE een 4G-technologie is. De gedachten achter LTE-Advanced is om aan een LTE-signaal meer spectrum toe te voegen of om spectrum uit twee verschillende banden te combineren waardoor meer transportsnelheid beschikbaar komt voor de UE. Daarnaast voegt men een groter aantal antennes toe om de propagatie van het radiosignaal te verbeteren. Deze twee technieken noemt men Carrier-Aggregatie en MIMO (Multiple-Input Multiple-Output). Deze twee technieken zijn de belangrijkste drijfveren voor LTE-Advanced. Radiotechnologie en Core-netwerk veranderen niet omdat dit een te grote investering voor netwerkoperators zou zijn na de rollout van LTE. Vandaar ook de naam LTE-Advanced is niets meer dan een upgrade van LTE waardoor dit duidelijk net als LTE een vierde generatie technologie is.
De verwachting was indertijd dat in de loop van 2015 terminals generiek beschikbaar zouden gaan komen en dat ook rond die tijd netwerken LTE-Advanced zouden beginnen uit te rollen over grotere gebieden dan alleen grote steden of proefprojecten. Verwacht werd dat LTE-Advanced in 2016 gemeengoed zou zijn.
De belangrijkste drijfveer voor LTE-Advanced zou zogezegd de honger naar mobiele videostreams vormen door eindgebruikers - voor de meeste andere type content is LTE voldoende en biedt LTE-Advanced geen prijsvoordeel op voor de operators.
LTE-Advanced kan daardoor snelheden tot 3 gigabit per seconde (Gbit/s) bereiken. Dit is 30 keer zo snel als de oorspronkelijke LTE. LTE-Advanced is beschikbaar bij KPN, Vodafone en Ziggo met een snelheid van 225 megabit per seconde. KPN, Vodafone en Ziggo hebben nog geen landelijke dekking met LTE-Advanced. T-Mobile heeft sinds 16 juni 2016 een landelijke dekkend LTE-Advanced-netwerk.

## Doelen
- De ontwikkeling van LTE-Advanced moet zorgen voor compatibiliteit met 3GPP netwerken. LTE-Advanced is backwards-compatible met GSM, UMTS en LTE. LTE is dezelfde generatie technologie, waarbij LTE-Advanced en LTE voor 80% vergelijkbaar met elkaar zijn.
- Het kan een bandbreedte van maximaal 100 megahertz (MHz) ondersteunen, de downloadsnelheid kan tot 3 Gbit/s en de uploadsnelheid kan meer dan 1,5 Gbit/s zijn.
- Carrier Aggregatie moet het mogelijk maken om bandbreedte van verschillende frequentiebanden te combineren. Bijvoorbeeld 50 MHz LTE900 + 100 MHz LTE1800 + 100 MHz LTE 2600
- LTE-Advanced kan tegelijkertijd continu spectrum en discreet spectrum ondersteunen.
- LTE-Advanced maakt beter gebruik van MIMO, wat tot een efficiënter gebruik van het radiospectrum leidt.
- Adaptiviteit en liberalisering worden nog verbeterd. Voor LTE-Advanced zijn er geen nieuwe sites noodzakelijk maar de antennesystemen dienen te worden herzien als gevolg van de uitgebreide toepassing van MIMO.

## Belangrijke technologieën
- Draadloos cascaden-multibandtoegangssysteem: Een groter frequentiebereik wordt aangeboden op plaatsen waar een grote vraag is. De technologie is gebaseerd op systemen met lage frequentie om systemen met een hogere frequentie te ondersteunen. Mobiele gebruikers die een grote snelheid nodig hebben, worden zo beter bediend.
- Het gebruik van spectrumaggregatie,[13] dat wil zeggen het kleinere aantal frequentiebanden naast elkaar wordt samen in een grotere frequentieband geïntegreerd.
- Het gebruik van coördinatie-multiplepoint.[14] Vergelijkbaar met de gedistribueerde antenne, zeker op de celrand wordt de kwaliteit van de diensten nog verbeterd.
- Door de dichtbevolkte ingezette, overlappende dekking van de storing zullen de basisstations van een gezinssamenstelling zeer complex veranderen. De internetprovider kan een deel van de netwerkplanning verliezen, zodat het nog moeilijker wordt om de storing te controleren.
- De transmissietechnologie op fysieke laag werd verbeterd. SC-FDMA (DFT-S-OFDM) werd vervangen door OFDMA tijdens het uploaden.

## Gezondheid
Uit vrees voor gezondheidsrisico's hanteerde het Brussels Stadsgewest tot begin 2014 strenge stralingsnormen, die verhinderden dat 4G operationeel kon worden.

## Opvolging
LTE-Advanced kan als een verbeterde versie van de 3GPP standaard LTE in 4G gebruikt worden. In vergelijking met andere draadloze communicatienormen gaat LTE-Advanced een belangrijke stap verder. Het stelt zeker hoge technische indicatoren in. Er is geen twijfel dat LTE-Advanced in de komende jaren een van de belangrijkste vormen van mobiele communicatie zal worden, het zal verdere ontwikkeling voor de volgende generatie van mobiele communicatie bevorderen.
Waar LTE-Advanced onder de noemer 4G in Europa wordt geïntroduceerd, wordt er in Zuid-Korea geïnvesteerd in een 5G-netwerk. Zij willen rond 2020 een volledig functionerend 5G-netwerk introduceren dat honderden keren sneller is dan het huidige 4G-netwerk.
Op 11 mei 2016 introduceerde Proximus een stapje verder in de toekomst van 4G met de onthulling van zijn 4,5G-technologie. Samen met Huawei testte Proximus de nieuwe technologie die een downloadsnelheid tot 1,1 gigabit per seconde kan verzorgen. Dat is acht keer sneller dan de 150 Mb/s-pieksnelheid van het klassieke 4G. 4,5G maakt gebruik van MIMO op vier spectrumbanden en een nieuwe soort modulatie. Voor 4,5G worden dus de 800 MHz en 1800 MHz-frequentiebanden ingezet, maar ook de 2600 en 2100-spectrumbanden. 4,5G heeft als voordeel dat ook de capaciteit van het netwerk verhoogt. 4,5G is een snellere versie van 4G+ en mag niet worden verward met 5G.

## Trivia
Medio 2013 was alleen in Zuid-Korea een commercieel 4G-netwerk actief. De 4G-netwerken die destijds in de rest van de wereld actief waren, waren in werkelijkheid 3.9G. Veel fabrikanten brachten toen hun 3.9G-producten op de markt met namen die suggereerden dat het 4G-producten waren. Zo kreeg 3GPP Long Term Evolution als marketingnaam 4G-LTE mee en prezen Nederlandse telecomaanbieders die een netwerk op basis van deze standaard hadden dat vaak aan als een 4G-netwerk.